# Plainfield (Illinois)
Plainfield é uma aldeia localizada no estado americano do Illinois, nos condados de Will e Kendall.

## Demografia
Segundo o censo nacional de 2010, a sua população é de 39 581 habitantes e sua densidade populacional é de 658,1 hab/km². É a sexta localidade com o maior crescimento populacional dos Estados Unidos, com um crescimento de 203,6% em relação ao censo de 2000.
A aldeia possui 12 532 residências, que resultam em uma densidade de 208,38 residências/km².

## Geografia
De acordo com o United States Census Bureau, a aldeia tem uma área de 62,7 km², dos quais 60,1 km² estão cobertos por terra e 2,5 km² por água. Plainfield localiza-se a aproximadamente 189 m acima do nível do mar.

## Localidades na vizinhança
O diagrama seguinte representa as localidades num raio de 12 km ao redor de Plainfield.